# Arboga
Arboga – miasto w Szwecji, w regionie Västmanland, siedziba Gminy Arborga.
W 1396 na synodzie w Arboga św. Brygida Szwedzka zostaje ustanowiona patronem Szwecji.

## Osoby związane z Arbogą
- Per Krafft (ur. w 1724 roku) - malarz

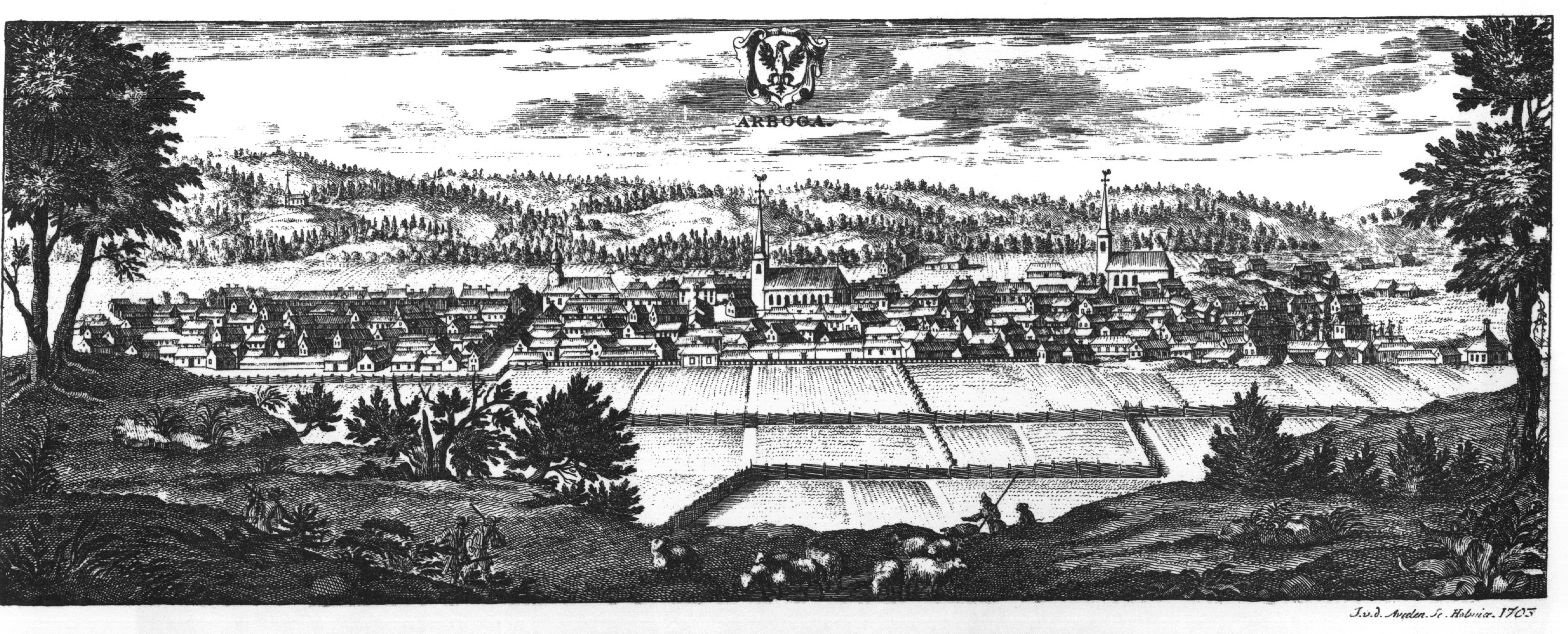
Arboga w 1700 r. według Suecia antiqua et hodierna

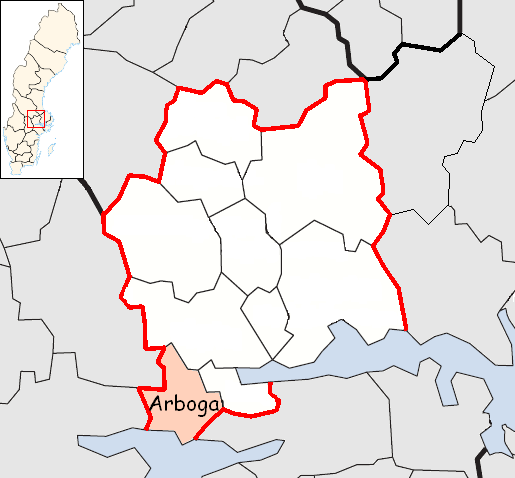
Położenie miasta

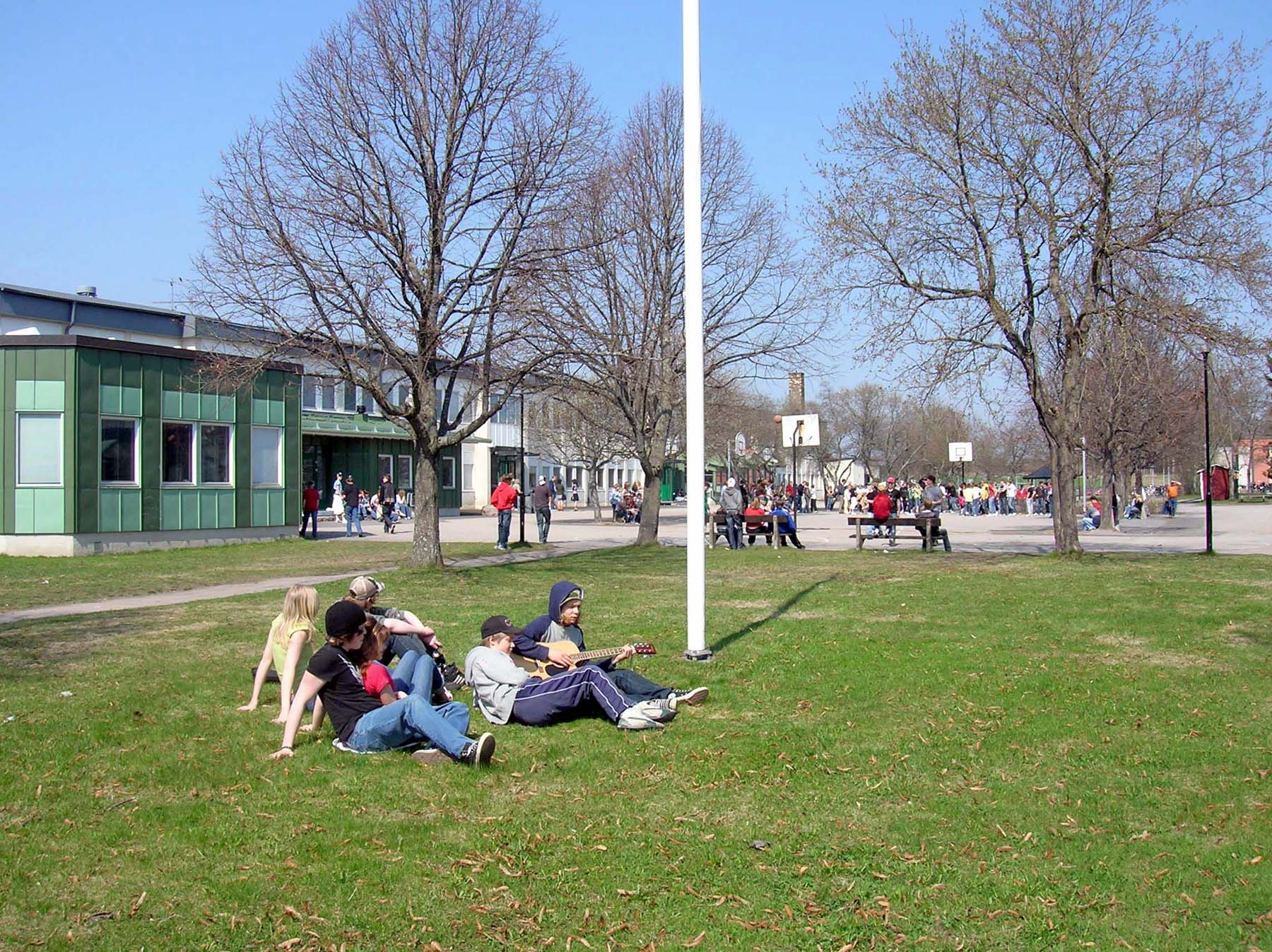
Arboga